# Antonio Pietrangeli
Antonio Pietrangeli (Roma, 19 gennaio 1919 – Gaeta, 12 luglio 1968) è stato un regista, sceneggiatore e critico cinematografico italiano.

## Biografia
Nato a Roma nel 1919 in una famiglia originaria di Magliano de' Marsi (in provincia dell'Aquila), inizia la sua carriera come critico cinematografico, scrivendo su Bianco e Nero e Cinema. Insegnante presso il Centro sperimentale di cinematografia, tra il 1941 e il 1942 è assistente alla regia quando nei teatri di posa del Centro sperimentale si realizza Via delle Cinque Lune di Luigi Chiarini. Sempre nel 1942, figura tra gli sceneggiatori di Ossessione di Luchino Visconti.
Nel dopoguerra, partecipa alla stesura di diverse sceneggiature, tra cui: Gioventù perduta di Pietro Germi, Fabiola di Alessandro Blasetti, Europa '51 di Roberto Rossellini e La lupa di Alberto Lattuada. È il primo presidente nazionale della Federazione italiana dei circoli del cinema, costituita nel 1947. Debutta alla regia con il film Il sole negli occhi (1953), che si segnala per l'acuta analisi della psicologia di una donna, seguito da un episodio del film collettivo Amori di mezzo secolo (1953).
Sceglie la strada della commedia all'italiana con il film Lo scapolo (1955), con Alberto Sordi e Nino Manfredi, per poi concentrarsi su soggetti a tema femminile con i successivi Nata di marzo (1957), con Jacqueline Sassard e Gabriele Ferzetti, e soprattutto Adua e le compagne (1960), notevole affresco sull'emarginazione di un gruppo di ex-prostitute a seguito dell'approvazione della legge Merlin.
Con la parentesi della pellicola satirico-fantastica Fantasmi a Roma (1961), girato con un cast stellare composto da Marcello Mastroianni, Eduardo De Filippo, Tino Buazzelli, Vittorio Gassman e Sandra Milo, Pietrangeli prosegue i suoi ritratti femminili in chiaro-scuro con La parmigiana, con Catherine Spaak, e La visita, con Sandra Milo e François Périer, entrambi del 1963, e nel suo capolavoro Io la conoscevo bene (1965), con una giovanissima Stefania Sandrelli affiancata da un cast corale di cui spiccano Jean-Claude Brialy, Enrico Maria Salerno, Nino Manfredi e Ugo Tognazzi, quest'ultimo anche protagonista del precedente Il magnifico cornuto (1964), in cui si divideva la scena con Claudia Cardinale.
Autore nel 1966 di un episodio del film collettivo Le fate, nuovamente con Sordi, affiancato questa volta da Capucine, muore accidentalmente per annegamento durante le riprese di Come, quando, perché, che verrà ultimato da Valerio Zurlini. È sepolto presso il cimitero del Verano di Roma.

## Vita privata
Era il padre del regista e cantautore Paolo Pietrangeli e di Carlo Pietrangeli.

## Filmografia

### Regista
- Il sole negli occhi (1953)
- Girandola 1910, episodio di Amori di mezzo secolo (1954)
- Lo scapolo (1955)
- Souvenir d'Italie (1957)
- Nata di marzo (1958)
- Adua e le compagne (1960)
- Fantasmi a Roma (1961)
- La parmigiana (1963)
- La visita (1963)
- Il magnifico cornuto (1964)
- Io la conoscevo bene (1965)
- Fata Marta, episodio di Le fate (1966)
- Come, quando, perché (1969) – postumo, completato da Valerio Zurlini

### Sceneggiatore
- Gioventù perduta, regia di Pietro Germi (1948)
- Amanti senza amore, regia di Gianni Franciolini (1948)
- La sposa non può attendere, regia di Gianni Franciolini (1949)
- Quel fantasma di mio marito, regia di Camillo Mastrocinque (1950)
- Romanzo d'amore, regia di Duilio Coletti (1950)
- Ultimo incontro, regia di Gianni Franciolini (1951)
- Dov'è la libertà...?, regia di Roberto Rossellini (1952)
- Europa '51, regia di Roberto Rossellini (1952)
- I sette peccati capitali, regia di Roberto Rossellini (1952)
- La tratta delle bianche, regia di Luigi Comencini (1952)
- La lupa, regia di Alberto Lattuada (1953)
- Il mondo le condanna, regia di Gianni Franciolini (1953)
- La principessa delle Canarie, regia di Paolo Moffa (1953)
- Rivalità, regia di Giuliano Biagetti (1953)

## Riconoscimenti
- David di Donatello 1958: Targa d'oro
- Festival di Berlino 1964: Premio FIPRESCI – La visita
- Nastri d'argento 1966: miglior regista, migliore sceneggiatura – Io la conoscevo bene